# Morphing

Een morph-afbeelding.

Morphing staat voor het geleidelijk overvloeien van de ene afbeelding in een andere. Het resultaat wordt een morph genoemd.
Met behulp van een computerprogramma kan bijvoorbeeld een morph gemaakt worden van twee afbeeldingen van gezichten. De computer berekent dan alle tussenliggende beelden, zodat het ene gezicht langzaam verandert tot het andere gezicht. Voordat het programma kan beginnen met het uitrekenen van de morph moet de gebruiker eerst een aantal referentiepunten opgeven. Zo kan bijvoorbeeld een punt (of meerdere) bij een oog geplaatst worden, en het overeenkomstige punt moet dan bij het tweede plaatje ook bij het oog geplaatst worden.
Het programma zal beide afbeeldingen zodanig vervormen, dat de referentiepunten op elkaar passen. Dat wordt in het Engels 'warpen' genoemd. En de kleuren van het plaatje zullen langzaam van het ene naar het andere plaatje overgaan.
In reclames en in films wordt dit regelmatig toegepast. Bij film is deze techniek een onderdeel van de special effects. De eerste film waarin de techniek werd toegepast was The Golden Child uit 1986. Hierbij werd een verandering van dier naar mens getoond. In de film Willow uit 1988 was het proces verbeterd. Industrial Light & Magic was verantwoordelijk voor het uitvoeren van dit effect. In 1991 gebruikte Michael Jackson de techniek voor zijn videoclip van het lied Black or White. Eerder in 1985 waren Godley & Creme hiermee succesvol met hun videoclilp Cry.
Ook wordt morphing gebruikt in quiz- of spelprogramma's als kandidaten moeten raden in welke andere persoon iemand verandert. Eerst wordt dan het gezicht getoond van de persoon die zal veranderen en deze verandert dan langzaam in een andere persoon die geraden moet worden.
Er zijn verschillende (gratis) programma's beschikbaar. Zij hebben vaak hun eigen rekenmethode zodat het resultaat van de verschillende programma's niet hetzelfde hoeft te zijn.
De term Morphing wordt ook in algemenere zin gebruikt voor geparametriseerde modellen waar traploos van één set parameters naar een andere gevarieerd kan worden. Voorbeelden hiervan zijn te vinden in de synthesizer- en geluidstechniek, waarbij bijvoorbeeld tussen meerdere sets van filter- of geluidsinstellingen gekozen kan worden. De firma EMU gebruikt dit in de filters van zijn synthesizers die hierom "Z-plane" filters genoemd worden. De Clavia Nord Modular synthesizer heeft vier "Morph sets" waaraan naar believen parameters toegevoegd kunnen worden. De Morph sets kunnen vervolgens weer aan een knop op het bedieningspaneel of aan een MIDI-controlfunctie toegewezen worden.